# 파베우 파블리코프스키
파베우 알렉산데르 파블리코프스키(폴란드어: Paweł Aleksander Pawlikowski, 영어: Pawel Pawlikowski, 1957년 10월 15일 ~ )는 폴란드, 영국의 영화 감독이다. 2013년 영화 《이다》로 아카데미 외국어 영화상과 유럽 영화상 감독상·각본상을 수상했다. 2018년 영화 《콜드 워》를 통해 유럽 영화상 감독상과 각본상을 수상했다.

## 작품 목록
- 2000 (2000)
- 사랑이 찾아온 여름 (2004)
- 파리 5구의 여인 (2011)
- 이다 (2013)
- 콜드 워 (2018)